# Kyndall Dykes
Kyndall Dykes (ur. 12 listopada 1987 w Nowym Orleanie) – amerykański koszykarz, występujący na pozycjach rozgrywającego lub rzucającego obrońcy, posiadający także palestyńskie obywatelstwo, reprezentant tego kraju.
18 lutego 2020 podpisał umowę z Arką Gdynia.
21 lipca dołączył do Al-Muharraq, występującego w lidze Bahrajnu. Następnie został zwolniony bez rozegrania ani jednego meczu. 19 września został zawodnikiem Al-Hala.
12 stycznia 2021 dołączył do Anwilu Włocławek. 24 lipca 2022 podpisał kontrakt z egipskim Al Ittihad Aleksandria. 13 kwietnia 2023 zawarł umowę z libijskim Al-Ahly Bengazi.

## Osiągnięcia
Stan na 25 listopada 2023, na podstawie, o ile nie zaznaczono inaczej.
NCAA
- Zaliczony do III składu Sun Belt (2009)

Drużynowe
- Mistrz:
  - Rumunii (2011, 2017)
  - Libii (2023)
- Wicemistrz Rumunii (2010, 2015)
- Brązowy medalista mistrzostw Polski (2022)[10]
- Zdobywca Pucharu Rumunii (2016, 2017)
- Finalista Pucharu Rumunii (2015)

Indywidualne
- MVP:
  - finałów mistrzostw Libii (2023)
  - miesiąca ligi ukraińskiej (listopad 2012, styczeń 2013)
  - kolejki ligi:
    - EBL (19, 20 – 2021/2022)[11]
    - ukraińskiej (3 – 2013/2014)
- Najlepszy Rezerwowy PLK (2022)[12]
- Zaliczony do I składu:
  - ćwierćfinałów ligi ukraińskiej (2013)
  - kolejki EBL (19, 20 – 2021/2022)[13]
- Lider ligi libijskiej w punktach (2023)

Reprezentacja
- Uczestnik kwalifikacji do mistrzostw Azji (2021)